# Liste des albums musicaux numéro un au Billboard 200 en 1990
Cette page liste les albums musicaux ayant eu le plus de succès au cours de l'année 1990 aux États-Unis d'après le magazine Billboard.

## Historique
| Date          | Artiste(s)            | Titre                            | Référence |
| ------------- | --------------------- | -------------------------------- | --------- |
| 6 janvier     | Phil Collins          | ...But Seriously                 |           |
| 13 janvier    | Milli Vanilli         | Girl You Know It's True          |           |
| 20 janvier    | Phil Collins          | ...But Seriously                 |           |
| 27 janvier    | Phil Collins          | ...But Seriously                 |           |
| 3 février     | Paula Abdul           | Forever Your Girl                |           |
| 10 février    | Paula Abdul           | Forever Your Girl                |           |
| 17 février    | Paula Abdul           | Forever Your Girl                |           |
| 24 février    | Paula Abdul           | Forever Your Girl                |           |
| 3 mars        | Paula Abdul           | Forever Your Girl                |           |
| 10 mars       | Paula Abdul           | Forever Your Girl                |           |
| 17 mars       | Paula Abdul           | Forever Your Girl                |           |
| 24 mars       | Paula Abdul           | Forever Your Girl                |           |
| 31 mars       | Paula Abdul           | Forever Your Girl                |           |
| 7 avril       | Bonnie Raitt          | Nick of Time                     |           |
| 14 avril      | Bonnie Raitt          | Nick of Time                     |           |
| 21 avril      | Bonnie Raitt          | Nick of Time                     |           |
| 28 avril      | Sinéad O'Connor       | I Do Not Want What I Haven't Got |           |
| 5 mai         | Sinéad O'Connor       | I Do Not Want What I Haven't Got |           |
| 12 mai        | Sinéad O'Connor       | I Do Not Want What I Haven't Got |           |
| 19 mai        | Sinéad O'Connor       | I Do Not Want What I Haven't Got |           |
| 26 mai        | Sinéad O'Connor       | I Do Not Want What I Haven't Got |           |
| 2 juin        | Sinéad O'Connor       | I Do Not Want What I Haven't Got |           |
| 9 juin        | MC Hammer             | Please Hammer Don't Hurt 'Em     |           |
| 16 juin       | MC Hammer             | Please Hammer Don't Hurt 'Em     |           |
| 23 juin       | MC Hammer             | Please Hammer Don't Hurt 'Em     |           |
| 30 juin       | New Kids on the Block | Step by Step                     |           |
| 7 juillet     | MC Hammer             | Please Hammer Don't Hurt 'Em     |           |
| 14 juillet    | MC Hammer             | Please Hammer Don't Hurt 'Em     |           |
| 21 juillet    | MC Hammer             | Please Hammer Don't Hurt 'Em     |           |
| 28 juillet    | MC Hammer             | Please Hammer Don't Hurt 'Em     |           |
| 4 août        | MC Hammer             | Please Hammer Don't Hurt 'Em     |           |
| 11 août       | MC Hammer             | Please Hammer Don't Hurt 'Em     |           |
| 18 août       | MC Hammer             | Please Hammer Don't Hurt 'Em     |           |
| 25 août       | MC Hammer             | Please Hammer Don't Hurt 'Em     |           |
| 1er septembre | MC Hammer             | Please Hammer Don't Hurt 'Em     |           |
| 8 septembre   | MC Hammer             | Please Hammer Don't Hurt 'Em     |           |
| 15 septembre  | MC Hammer             | Please Hammer Don't Hurt 'Em     |           |
| 22 septembre  | MC Hammer             | Please Hammer Don't Hurt 'Em     |           |
| 29 septembre  | MC Hammer             | Please Hammer Don't Hurt 'Em     |           |
| 6 octobre     | MC Hammer             | Please Hammer Don't Hurt 'Em     |           |
| 13 octobre    | MC Hammer             | Please Hammer Don't Hurt 'Em     |           |
| 20 octobre    | MC Hammer             | Please Hammer Don't Hurt 'Em     |           |
| 27 octobre    | MC Hammer             | Please Hammer Don't Hurt 'Em     |           |
| 3 novembre    | MC Hammer             | Please Hammer Don't Hurt 'Em     |           |
| 10 novembre   | Vanilla Ice           | To the Extreme                   |           |
| 17 novembre   | Vanilla Ice           | To the Extreme                   |           |
| 24 novembre   | Vanilla Ice           | To the Extreme                   |           |
| 1er décembre  | Vanilla Ice           | To the Extreme                   |           |
| 8 décembre    | Vanilla Ice           | To the Extreme                   |           |
| 15 décembre   | Vanilla Ice           | To the Extreme                   |           |
| 22 décembre   | Vanilla Ice           | To the Extreme                   |           |
| 29 décembre   | Vanilla Ice           | To the Extreme                   |           |